# NAUI
NAUI (National Association of Underwater Instructors) grundades 1959 och är en av världens största kompletta dykorganisationer. Ungefär 28 % av världens sportdykare är utbildade inom NAUI. 